# Danno tanatologico
Il danno tanatologico o danno da morte è un danno derivante dalla morte di un soggetto a seguito di un'azione di terzi, tipicamente una lesione e in genere conseguente a fatto illecito altrui. Si tratta attualmente, essendo di formulazione relativamente recente, di una figura di danno non universalmente accettata nel suo principio costitutivo e nei suoi effetti civili (soprattutto ai fini del risarcimento).
Si parla di danno tanatologico in caso di decesso avvenuto senza apprezzabile lasso di tempo tra lesione e morte, così da poter presumere che la seconda sia esclusivamente effetto della prima, potendosi perciò escludere altre eventuali ragioni per il decesso (ove fosse apprezzabile il tempo fra lesione e decesso si tratterebbe infatti di lesione aggravata da morte). 

## Dibattito dottrinale e giurisprudenziale
Si tratta di un danno non patrimoniale ex art. 2059 del Codice Civile del quale diversi giuristi richiedono il riconoscimento.
La definizione del danno tanatologico rileva per il diritto civile, nel quale costituirebbe, a detta di solo parte degli studiosi, una figura di danno speciale eventualmente aggiuntiva rispetto alle già consolidate figure del danno morale, di quello esistenziale e di quello biologico. Si sostiene in pratica che poiché l'ordinamento giuridico tutela il diritto alla vita, la sua violazione debba comportare soddisfazione risarcitoria.
La definizione come detto non è pacificamente accettata in dottrina, essendovi una cospicua quota di studiosi che ne confutano inoltre l'applicabilità concreta, rilevando che se il soggetto leso è lo stesso soggetto deceduto e del cui decesso appunto si discetta, il titolo sarebbe dunque personale e non trasmissibile all'erede: mancherebbe perciò un soggetto legittimato a chiederne ristoro. Viene sottolineato quindi che quanto si pretende costituire figura a sé sarebbe già ben ricompreso nei concetti del danno all'integrità psicofisica e nell'effrazione al diritto alla vita. Se la menomazione del diritto alla vita lede la possibilità di esistenza futura, il danno all'integrità psicofisica attinge la facoltà di godere del proprio benessere psicofisico durante l'esistenza stessa; il danno tanatologico impedirebbe la sopravvivenza, della quale il danno biologico è presupposto e per il principio che non si possono perseguire allo stesso modo fattispecie diverse, i percorsi logici che portano al ristoro del danno biologico non possono seguirsi per il danno da morte.
I critici ammettono la possibilità dell'insorgere di un danno tanatologico nel caso di un apprezzabile intervallo temporale fra l'evento causale e la conseguente morte, e questo sì sarebbe succedibile, cioè un erede potrebbe richiederne soddisfazione in quanto cagionatosi perdurando immutata la capacità giuridica del deceduto. Ma, essendo presupposto del danno da morte l'immediatezza del decesso a seguito della lesione, ed essendo istantaneamente dunque perduta la capacità giuridica del deceduto, il che è ragione della non trasmissibilità di eventuali diritti, la questione potrebbe piuttosto spostarsi sul punto che il procurato decesso nega al deceduto la capacità di esercitare quel diritto che nell'istante della morte egli tuttora ha. Peraltro, dato il carattere specialissimo e personalissimo della vita, non sarebbe mai possibile un risarcimento in forma specifica, né sarebbe possibile prevederne uno di forma equivalente, dato che a morire è proprio l'unico potenziale fruitore di una utilità eventualmente equivalente alla sua vita (il che sarebbe conferma ulteriore di mancanza di potenziale titolare di un siffatto diritto risarcitorio). Si è in ambito di responsabilità aquiliana, il cui presupposto è alternativamente la riparazione del danno o la soddisfazione del danneggiato, ed entrambe non sono allo stato attuale ragionevolmente ipotizzabili in materia di morte.
La conclusione dei critici è pertanto che un danno tanatologico non sia configurabile, ma anche ove mai lo fosse, mancherebbe comunque un titolare del diritto al risarcimento.
Coloro che invece affermano la configurabilità del danno tanatologico, la fanno derivare in combinata dall'art. 2 della Costituzione, dalla Dichiarazione universale dei diritti dell'uomo del 1948 e dalla Convenzione europea per la salvaguardia dei diritti dell'uomo e delle libertà fondamentali del 1950 (queste ultime attraverso le norme recettizie nazionali): tutte queste norme, tutelando il diritto all a vita, ne imporrebbero risarcimento quando menomata (e in questo senso la menomazione può tradursi solo con la morte) da lesione illecita. Per questi studiosi non sarebbero beni diversi, sotto il profilo della tutelabilità, la salute e la vita, ed impropria ne sarebbe la distinzione che ne ravvisa soluzione di continuità. La vita è anzi presupposto della salute, e la salute (benessere psicofisico) è un presupposto della vita. Non vi sarebbero dunque, come contestato, trattamenti uguali di fattispecie strutturalmente differenti.
Alla critica sulla mancanza di soggetti legittimati al risarcimento si ribatte che se ciò fosse vero si dovrebbe negare titolarità anche per i casi di danno biologico gestiti jure haereditatis, dato che anche il danno biologico è un danno personale "patrimonializzato" e dunque avviato a successione ereditaria. Si sostiene del resto che una coerente interpretazione dell'illecito aquiliano vorrebbe che la sua funzione riparatoria-satisfattoria, negata a proposito della succedibilità di un danno di morte, vada negata anche per la succedibilità di danno biologico, mentre così non avviene in prassi ed anzi la giurisprudenza è assolutamente concorde nel riconoscimento del risarcimento agli eredi, la ragione essendone la trasmissione, in successione, di un diritto patrimoniale già maturato e non di un diritto personale.
Altrettanto decisamente si nega inoltre l'eccezione che la configurabilità sarebbe negata dall'istantanea susseguenza di lesione e decesso poiché non si avrebbe il tempo di far maturare l'eventuale diritto. In verità, si dice, il diritto al risarcimento del danno da morte, andrebbe a colmare proprio quel vuoto di tutela giuridica, sussistente al confine tra l'insussistenza dell'apprezzabile lasso di tempo e la morte, identificandosi nell'acquisizione di coscienza della morte. E posto che la susseguenza, sia pure istantanea, fra lesione e morte non evita che vi sia successione di eventi, e dunque tempi distinti, e dunque un tempo sia pure infinitesimale nel quale matura il diritto, vi sarebbe maturazione del diritto e quindi configurazione del danno.
Infine, portando le eccezioni al paradosso, ove non fosse risarcito il danno da morte nell'ipotesi di morte istantanea, mentre in pratica lo è nell'ipotesi in cui vi sia un apprezzabile intervallo di tempo (c.d. danno [derivante] da lucida agonia), si avrebbe per risultato che viene risarcito il danno da lesione aggravata da morte, mentre non viene risarcito il danno dal lesione causante "morte immediata e diretta". Cioè, si sanzionerebbe una fattispecie meno grave lasciando senza sanzioni una fattispecie più grave.